# 伊利里库姆行省
伊利里库姆行省是存在于公元前27年至韦斯巴芗统治时期的罗马行省，位于今巴尔干半岛西部，首府位于今克罗地亚的薩羅納。该地区后属于達爾馬提亞和潘诺尼亚。